# Play the Game
〈Play the Game〉은 프레디 머큐리가 작사, 작곡한 영국의 록 밴드 퀸의 노래이다. 이 곡은 그들의 1980년 음반 《The Game》의 첫 번째 면에 있는 첫 번째 곡이다. 이 곡은 또한 그들의 음반 《Greatest Hits》에도 등장한다. 이 싱글은 영국에서 히트를 치면서 차트에서 14위에 올랐고, 미국에서는 42위로 정점을 찍었다.

## 구성
이 곡은 오버하임 OB-X 신시사이저에서 일련의 오버랩 러싱 노이즈로 시작되며, 밴드가 전자 악기를 한 때 명시적으로 "신시가 없는" 소닉 레퍼토리로 받아들이는 것을 예고한다. 그들은 1980년부터 1982년까지 그들의 라이브 쇼에서 그것을 연주했다.
이 곡은 프레디 머큐리의 부드러운 보컬이 특징이며, 강한 A4가 가슴 목소리에서 C5까지 음높이로 상승하는 것으로 끝난다(다른 C5들은 가성으로 타격을 받는다. 머큐리는 또한 트랙에서 피아노를 연주했다.
《빌보드》는 그들의 이전 싱글 〈Crazy Little Thing Called Love〉의 로커빌리로 그 사운드에서 벗어난 후, 〈Play the Game〉을 퀸의 전통적인 "에픽하고 다소 웅장한 사운드"로 되돌리는 것으로 간주했다. 《캐시박스》는 이와 비슷하게 퀸의 "특허받은 하이테크, 프로그레시브 팝 사운드"로 돌아온다고 말하며 "프레디 머큐리의 숨 가쁜 가성과 달콤한 피아노 작품", "브라이언 메이의 치솟는 리드 기타"에 대해 평했다. 《레코드 월드》는 "프레디 머큐리가 하늘을 찌를 듯한 기타와 나란히 있는 예쁜 가성들로 구성된 천상의 합창단을 이끌고 있다"고 말했다.
이후 싱글 〈It's a Hard Life〉, 〈Let Me Live〉, 〈You Don't Fool Me〉는 〈Play the Game〉에 제시된 주제를 재조명하고, 머큐리는 몇 년 후에 같은 연인의 관점에서 글을 쓰고, 후자에서 실패한 관계의 기억을 되새긴다. 〈Play the Game〉과 〈It's a Hard Life〉는 모두 머큐리의 피아노 연주와 밴드의 다층적인 하모니를 중심으로 비슷한 구조를 가지고 있다.

## 뮤직 비디오
이 싱글의 커버와 브라이언 그랜트가 감독한 홍보 비디오는 머큐리가 나중에 그의 트레이드마크인 콧수염과 함께 두 가지 형식으로 처음 등장한 것을 나타낸다. 브라이언 메이는 자신의 트레이드마크인 레드 스페셜 기타를 사용하지 않고, 대신 새틀라이트가 만든 펜더 스트라토캐스터 복제품을 사용했다. 이는 머큐리가 5월부터 기타를 낚아채다가 영상에서 기타를 "잡아서" 솔로 연주하기 쉽도록 거꾸로 재생된 것으로 보이는 촬영에 관련된 손상 위험 때문일 가능성이 컸다. 비디오를 위한 편집되지 않은 블루 스크린 세트의 밴드의 사진은 나중에 〈Another One Bites the Dust〉 싱글 발매의 커버에 사용되었다.

## 참여 인원
- 프레디 머큐리 – 리드 및 백 보컬, 피아노, 신시사이저
- 브라이언 메이 – 일렉트릭 기타, 백 보컬
- 로저 테일러 – 드럼, 백 보컬
- 존 디콘 – 베이스 기타